# Jardín Botánico de los Alpes Orientales

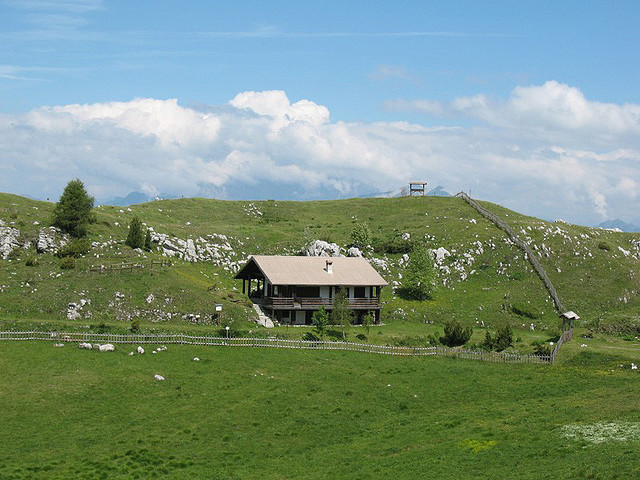
Panorámica del Jardín Botánico

El Jardín Botánico de los Alpes Orientales en italiano: Giardino Botanico delle Alpi Orientali también llamado Giardino Botanico "F. Caldart" di Monte Faverghera es un jardín botánico de 6,25 hectáreas de extensión que se encuentra en la región de Véneto. Su código de identificación internacional es FAVE.

## Localización
El giardino botanico "F. Caldart" del Monte Faverghera se encuentra en la vertiente septentrional de este monte, en el sector oriental de los "Prealpi Bellunesi".
Su altitud se encuentra entre 1400 y los 1600 m s. n. m.
Para llegar hasta el jardín botánico hay dos posibilidades 
1) Salir del camino del Nevegal en sentido hacia el refugio "Brigata Cadore" y desde allí ascender a pie en una caminata de unos 10 minutos por un sendero.
2) Dejar el auto en el refugio "La Casera", prosiguiendo por cerca de 20 minutos, por un sendero panorámico que tiene vistas sobre Valbelluna, el Lago di Santa Croce, Alpago y sobre Cansiglio.
Giardino Botanico delle Alpi orientali, Monte Faverghera (BL), Corpo Forestale dello Stato die Belluno, Monte Faverghera, Véneto, Italia

## Historia
Fue creado en 1969.

## Colecciones
Está especializado en plantas alpinas de la vertiente oriental del macizo de los Alpes, mostrando una flora de 800 especies de plantas de la zona boscosa, las praderas subalpinas, los roquedales, y las praderas nivales, entre sus colecciones se encuentran: 

Physoplexis comosa, Paederota lutea, Paederota bonarota, Moehringia glaucovirens, Arenaria huteri, Wulfenia carinthica, Rhodothmanus chamaecistus, Primula meravigliosa.